# Back to Black (노래)
〈Back to Black〉은 에이미 와인하우스의 노래이다. 동명 음반에 수록된 세 번째 싱글이다. 빌보드 핫 100 8위와 영국 싱글 차트 8위를 한 곡이다. 영국 축음기 협회(BPI) 인증 플래티넘 등급을 받은 곡이다.